# Ancienne église Saint-Jean-Baptiste de Meysse (Ardèche)
L'ancienne église Saint-Jean-Baptiste est une église romane décorée de fresques, aujourd'hui désaffectée, située en France sur la commune de Meysse, dans le département de l'Ardèche en région Auvergne-Rhône-Alpes. Elle est membre de la Fédération européenne des sites clunisiens.

## Localisation
L'église est située sur la commune de Meysse, dans le département français de l'Ardèche, au centre du vieux village, dans la rue de la Vieille-Église.

## Historique

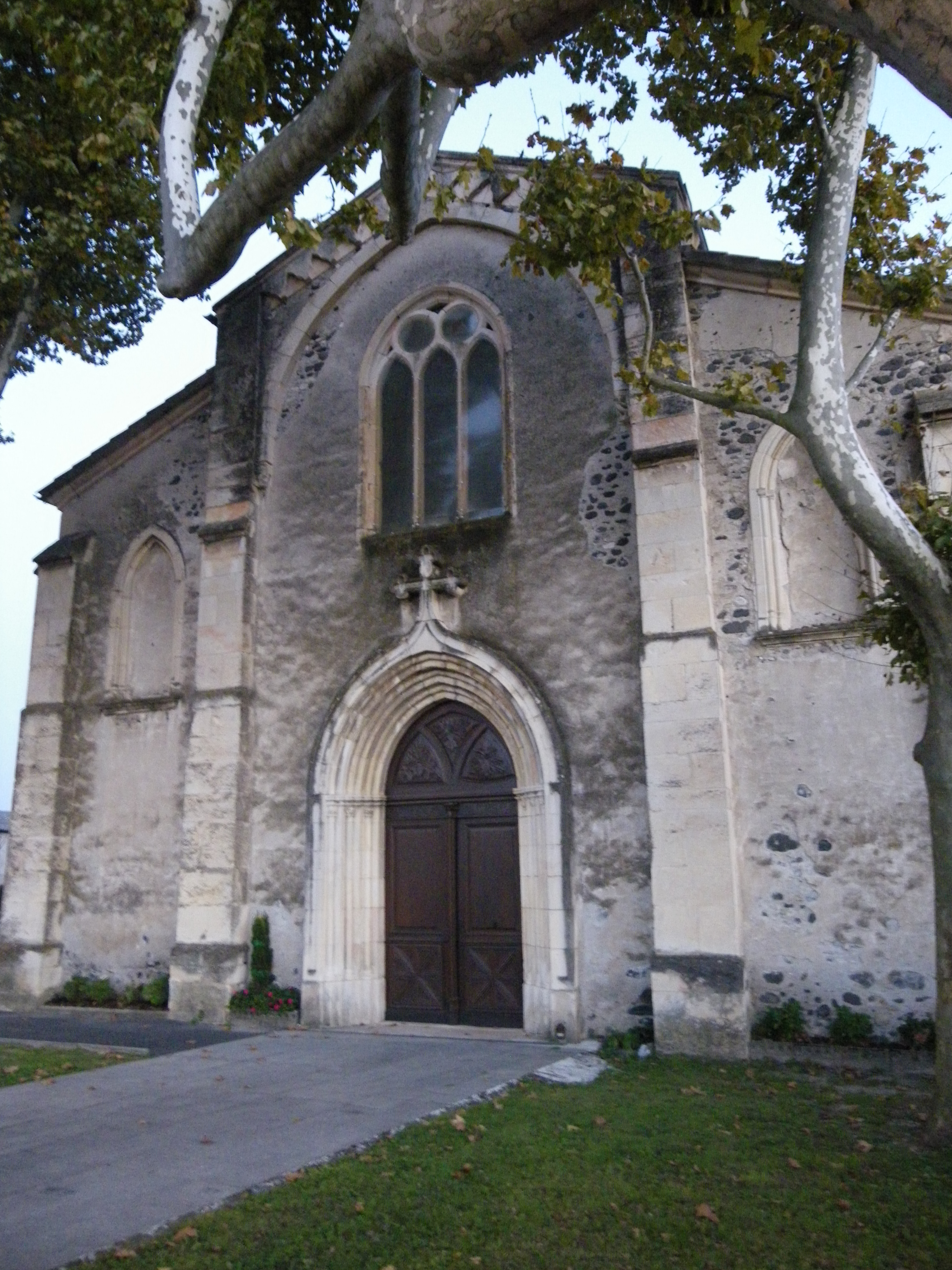
Actuelle église Saint-Jean-Baptiste de Meysse (vue de la route).

À la fin du XIIe siècle l'évêque de Viviers attribue le site à l'abbaye de Cruas, qui y fonde un prieuré. Les guerres de Religion endommagent lourdement l'édifice, qui fut restauré au XVIIe siècle. La création d'une nouvelle église au début du XXe siècle entraîne la désacralisation de Saint-Jean-Baptiste. Cela permit d'importantes fouilles archéologiques dans les années entre 1979 et 1990.

## Description
Des fouilles archéologiques ont mis au jour dans l'abside les fondations d'un baptistère à immersion de l'époque mérovingienne, expliquant son patronage. Cette disposition est pour l'instant unique dans la région. Sa datation pourrait se situer autour des Ve et VIe siècles. C'est un rare témoin de la christianisation de la région et du lien étroit entre pouvoir épiscopal et baptême dans l'Église du Ier millénaire.
Un incendie, à la fin de l'époque carolingienne, entraîne sa reconstruction sur un plan basilical voûté en berceau. Le chantier commence par le chevet, dans les années 1030-1040, et progresse vers l'ouest au cours des XIe et XIIe siècles.

## Protection
L'ancienne église Saint-Jean-Baptiste est classée au titre des monuments historiques depuis le 12 février 1971 et ne doit pas être confondue avec la nouvelle église paroissiale Saint-Jean-Baptiste construite au XIXe siècle.

### Sources et bibliographie
- Jean-François Reynaud, « Meysse (Ardèche). Église Saint-Jean-Baptiste. », Congrès archéologique de France, vol. 1992, no 150,‎ 1995, p. 201-206 (lire en ligne).